# Langi
Los langi (cielo en Tongano) de Tonga son lugares de enterramiento dedicados a la familia real tongana. Su arquitectura consiste en elementos a modo de túmulos rectangulares en altura utilizados tradicionalmente como formas de enterramiento y lugar de culto para los fallecidos.

## Función de loslangi

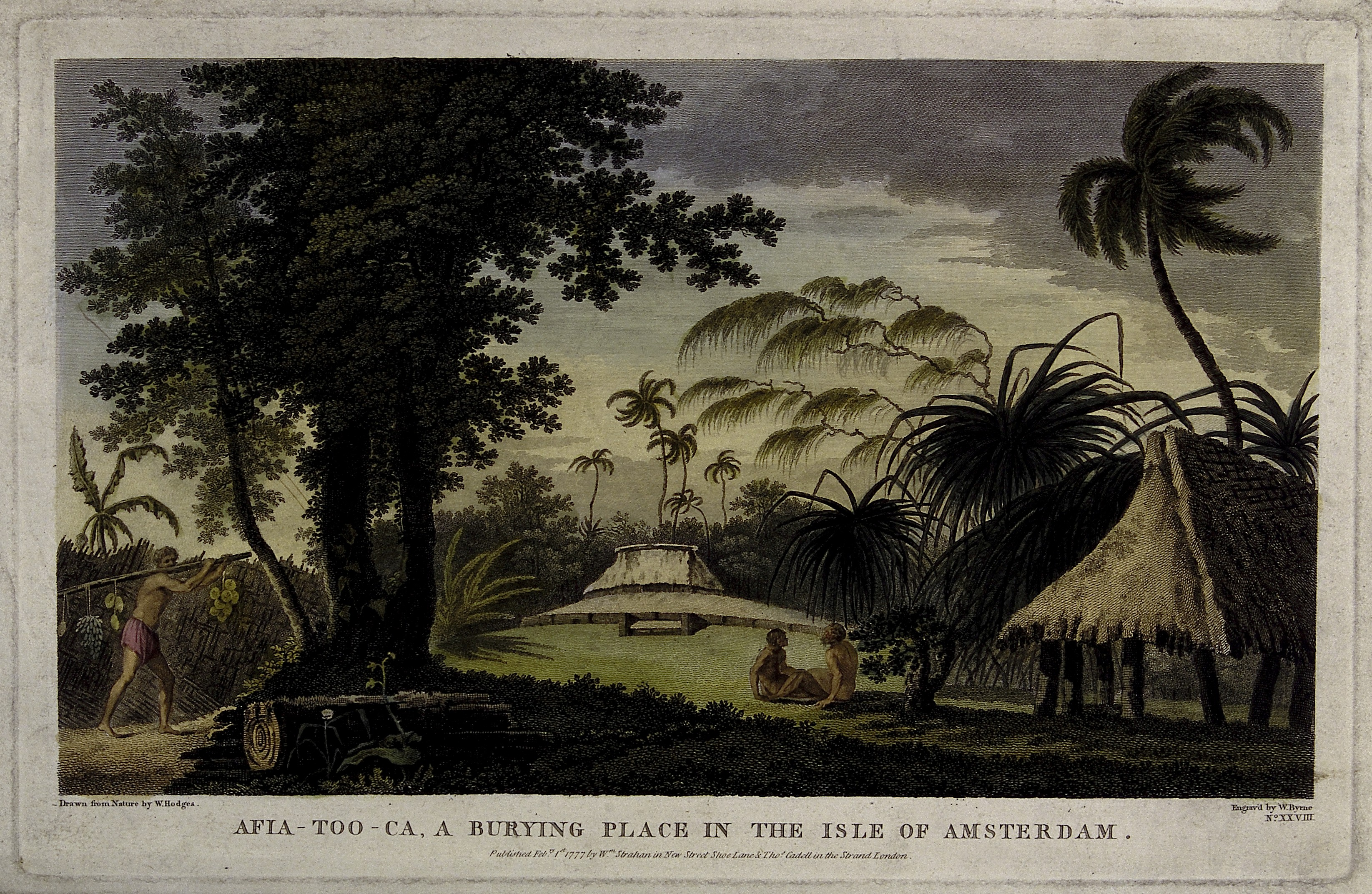
Dibujo del langi Afia Too Ka en torno a 1777

Estas grandes edificaciones sirvieron desde su origen como símbolo para la asociación entre el poder político y espiritual que ostentaba la realeza y los altos jefes en el Pacífico. Son un vínculo con las dinastías tonganas que crearon el Imperio tongano. Gran parte de ellos se localizan en el distrito de Lapaha, antigua capital de Tonga entre los siglos xii - xix. La construcción de estas tumbas masivas fue una forma de demostrar el poder espiritual y político de los jefes gobernantes. Según fuentes orales, algunas de estas grandes lajas de piedra eran traídas por embarcaciones lomi peau (embarcaciones de doble casco precursoras de los catamaranes) desde la isla de 'Uvea

## Langis de Tonga

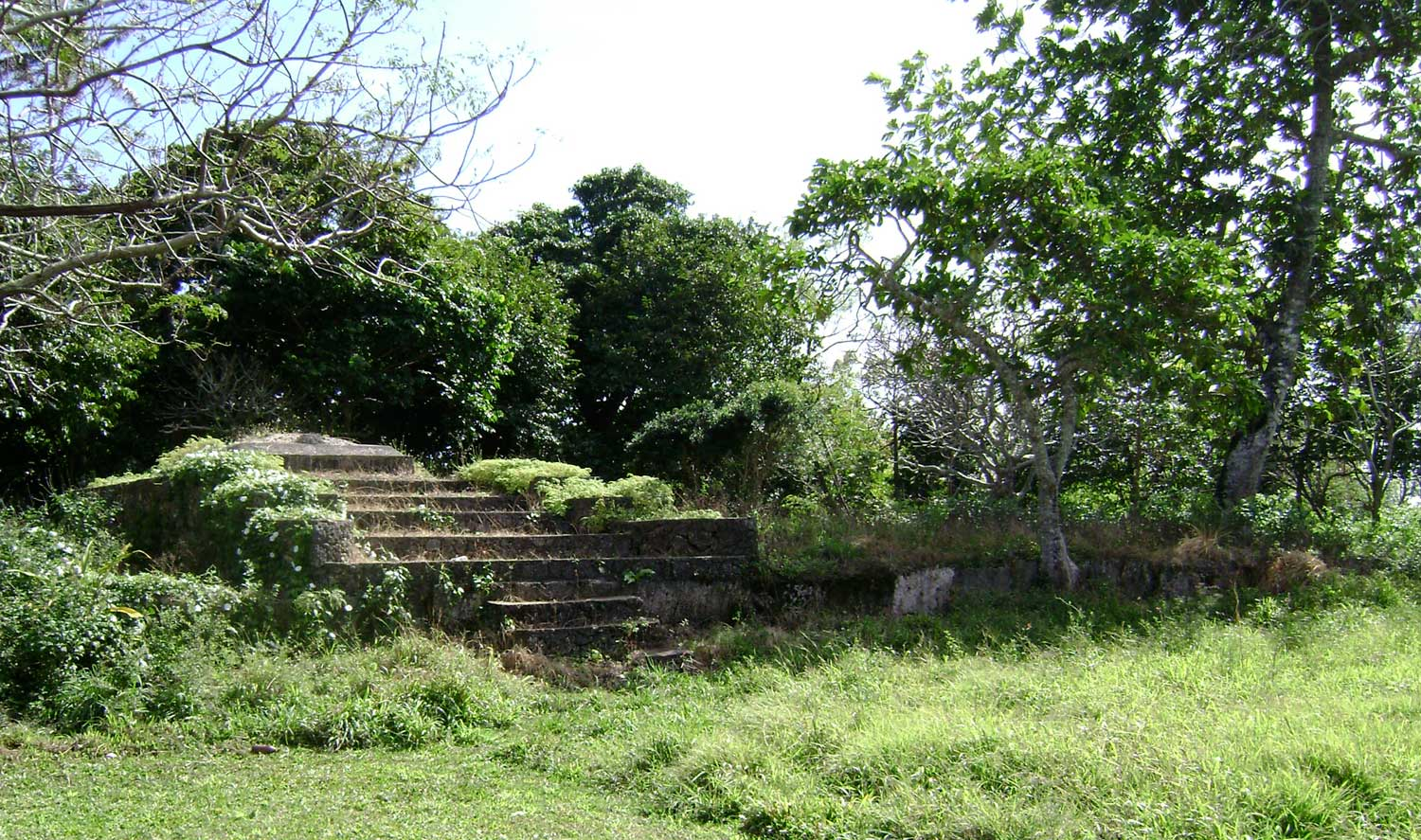
Restos del langi Malomaloa'a en Talasiu, Lapaha

En el Reino de Tonga se encuentran un total de 45 langi, veintiocho de ellos en la localidad de Mu'a, en el entorno del distrito de Lapaha, Tongatapu, antigua capital del imperio. Algunas de estas sepulturas langi las conforman espacios rematados por una falsa bóveda de piedra volcánica (kilikili) por aproximación de hiladas cubiertos con una capa de tierra en forma  de pirámide escalonada retenida por muros de contención de grandes lajas de piedra vericales. En otras ocasiones se construyen estructuras de vivienda encima de ellos. Se cree que la primera persona sepultada en uno de estos langi fue Fatafehi, hija del undécimo Tu'i Tonga, Tu'i Tatui, remontándose a mediados del siglo XII. También hay otros langi en otras partes del país, como son las de las islas de Vava'u y Ha'apai.

### LangiPaepae 'o Tele'a
De entre todos, el que goza de un prestigio social mayor es el langi Paepae 'o Tele'a de Mu'a (montículo de Tele'a en tongano). Es una gran obra de cantería y carpintería, conformado por grandes losas de coral de 2,5 m de ancho montadas a tizón. Lleva el nombre de Tu'i 'Uluakimata I, también conocido como Tele'a, quien se cree que lo hizo construir en el siglo XVI. Sin embargo, nunca fue enterrado allí ya que murió durante una visita a Samoa en un intento de recuperar el cuerpo de su esposa samoana, Talafiava. Se cree que fue enterrado en la localidad samoana de Manu'a y el Paepae 'o Tele'a permaneció vacío. Al lado hay un langi más pequeño  denominado Namo'ala que fue construido para alguien desconocido y en el que ahora descansan los cuerpos del del Tuʻipelehake Fatafehi Tu'ipelehake y su esposa Kaimana Aleamotu'a.

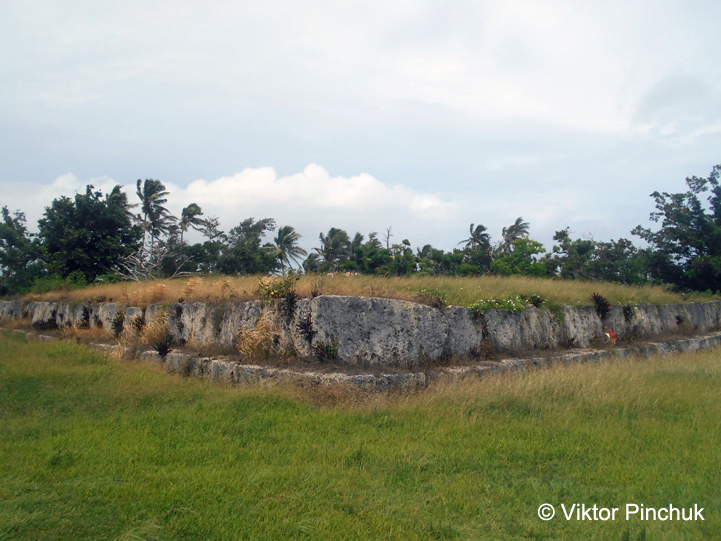
Langi Paepae 'o Tele'a
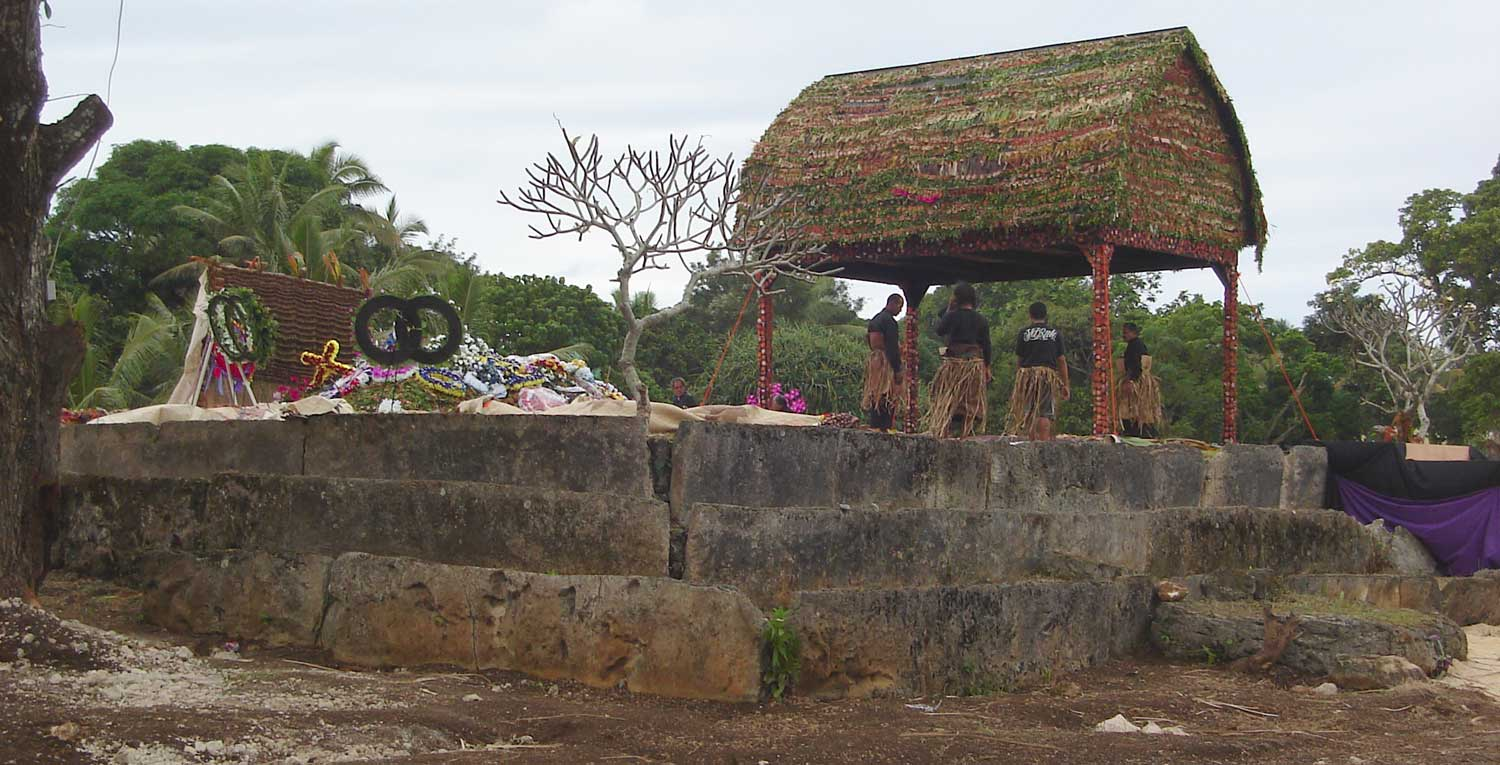
Langi del Tuʻipelehake Fatafehi Tu'ipelehake

### LangiMala'ekula
Los monarcas de la dinastía actual, la Casa de Tupou, están enterrados en Mala'ekula (Tierra Roja en tongano). Este no se considera como langi ya que funcionó anteriormente como un gran recinto de recreación denominado Prince Park, un amplio espacio en el centro de Nuku'alofa y en él no hay enterrados miembros imperiales de Tonga. Mala'ekula se convirtió en un cementerio tras la muerte del rey Jorge Tupou I, fundador del Reino de Tonga moderno, en 1893. No es un langi como tal, sino que es un  monumento funerario elaborado, reciente, construido en piedra blanca. Los anteriores Tu'i Kanokupolu (una dinastía de funcionarios ligados a la figura del emperador de Tonga que ascendieron al trono con el rey Jorge Tupou I) recibieron sepultura en el langi Mala'e, pero el gobierno decidió que los descendientes de la nueva dinastía real fueran enterrados en un nuevo lugar para representar la unión de Tonga y el anterior langi.

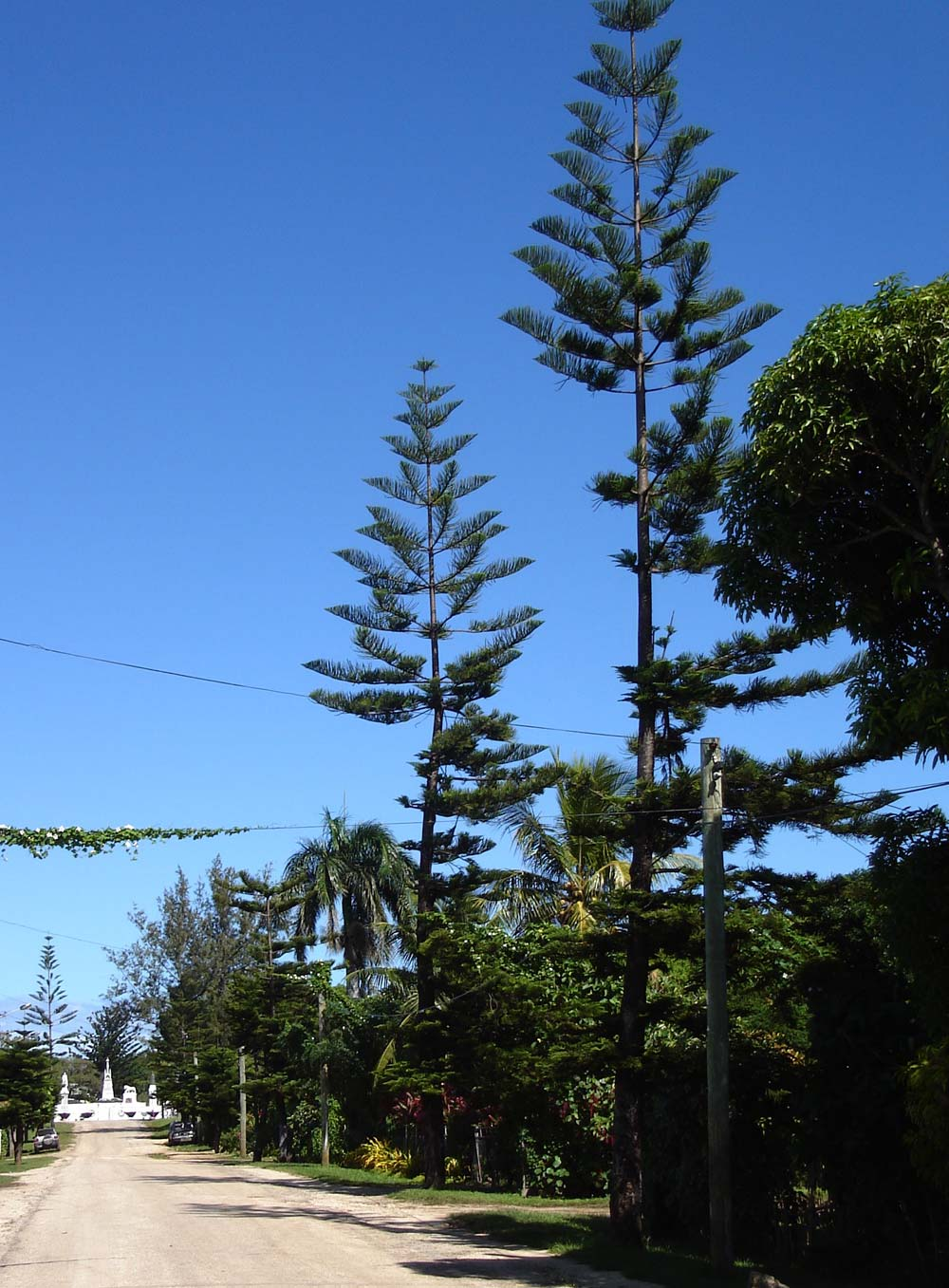
Hala tu'i (camino del rey en tongano) que lleva hasta el cementerio Mala'ekula dedicado a la Casa de Tupou
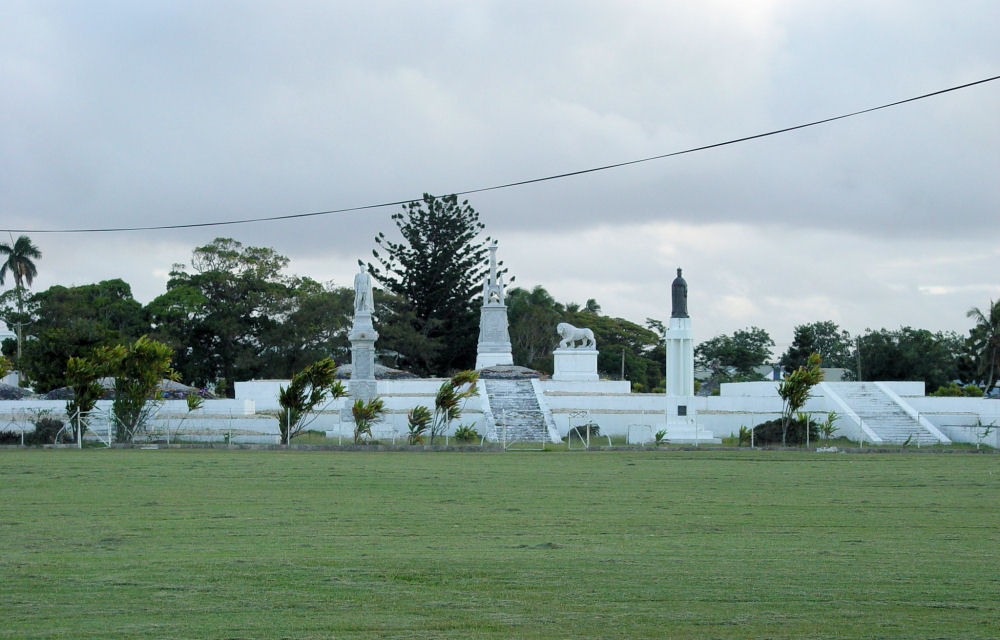
Cementerio de la familia real tongana

### Langis de la casa Ha'a Takalaua
Los langi de la dinastía Tu'i Ha'a Takalaua se encuentran repartidos entre 'Eua y Lapaha. Los que los conforman son los de Fale Pulemālō, Fale Fakauō, Fale Tuingapapai (o Tuipapai) y Fale Lolo'amanu (hoy en día dividido en Fale Lo'āmanu y Fale Tauhakeleva). Estos 5 se consideran socialmente langi tradicionales, aunque no se les nombran así ya que únicamente se denominan estos espacios a aquellos pertenecientes a la Casa Tu'i Tonga o la actual Casa de Tupou, antigua dinastía Kanokupolu.